# Lucy Krohg
Pour les articles homonymes, voir Krohg.
Lucy Krohg née Cécile Vidil le 6 avril 1891 à Issy-les-Moulineaux et morte le 17 août 1977 à Oslo, est une modèle, une artiste et une galeriste française. Elle est une figure importante des années folles en France.

## Biographie

### Famille
Cécile Vidil est la fille de François Victor Vidil, un boulanger français, et de Cécile Jampen d'origine germano-suisse. Bien que douée, elle ne reste pas à l’école et devient successivement apprentie charcutière puis couturière,.

### Modèle
Au printemps 1910, le peintre norvégien Per Krohg la rencontre alors qu'elle pose à l'académie Matisse. Durant l’automne 1910, Lucy Krohg pose pour Jules Pascin, un peintre américain avec lequel elle aura une aventure, celui-ci restant attaché à Hermine David, sa femme et peintre française.

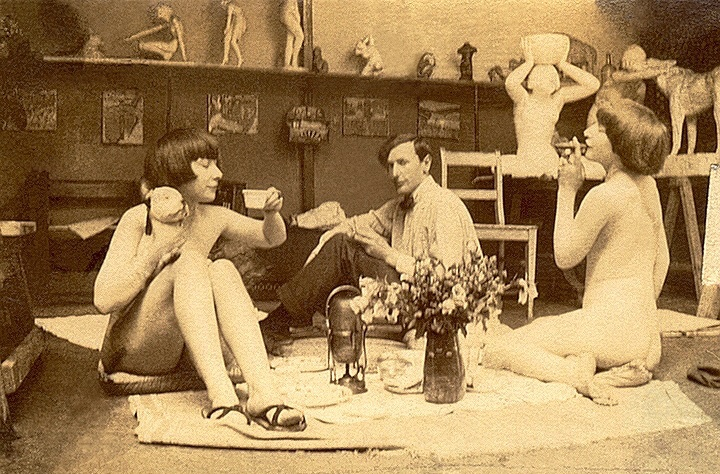
Pause café entre deux séances de pause, les deux modèles sont, à gauche Lucy Krohg et à droite Céline Coupet-Howard. Au centre, le peintre norvégien Per Krohg. (Atelier du sculpteur américain Cecil Howard ,1910-13)

Au début de l'année 1911, Cécile Vidil et Per Krohg démarrent une relation amoureuse tandis que ce dernier réalise des tableaux intimes d'elle qu'il expose au Salon des indépendants. Comme Cecil et Céline Howard, dont ils sont très proches, ce sont des danseurs passionnés. Au bal Bullier, les Krohg sont surnommés « le couple doré », et à l’époque de l’Armory Show, ils font des tournées de danse professionnelle dans les pays scandinaves et danseront devant le roi et la reine de Suède.

« Les deux jeunes gens [Lucy et Per Krogh] semblaient se plaire. Ils avaient appris à danser en regardant les autres et dansaient si bien, le tango notamment, et la java, que Oda, la mère de Per, avait eu l'idée d'en faire un spectacle sinon à Paris, du moins à Oslo […] »

Lucy Krohg est aussi une artiste et expose en février 1915 à Copenhague ses poupées et écharpes peintes avec les tableaux de Per Krohg, recevant des critiques positives,.
Le couple rentre ensuite à Paris et vit dans l'ancien studio de Paul Gaugin rue Vercingétorix. Ils se marient le 21 décembre 1915. Au printemps 1916, le couple repart pour la Norvège car Per Krohg y connait le succès. Ils ont un fils Guy en juillet 1917. La famille rentre fin 1918 à Paris et habite rue Joseph-Bara.

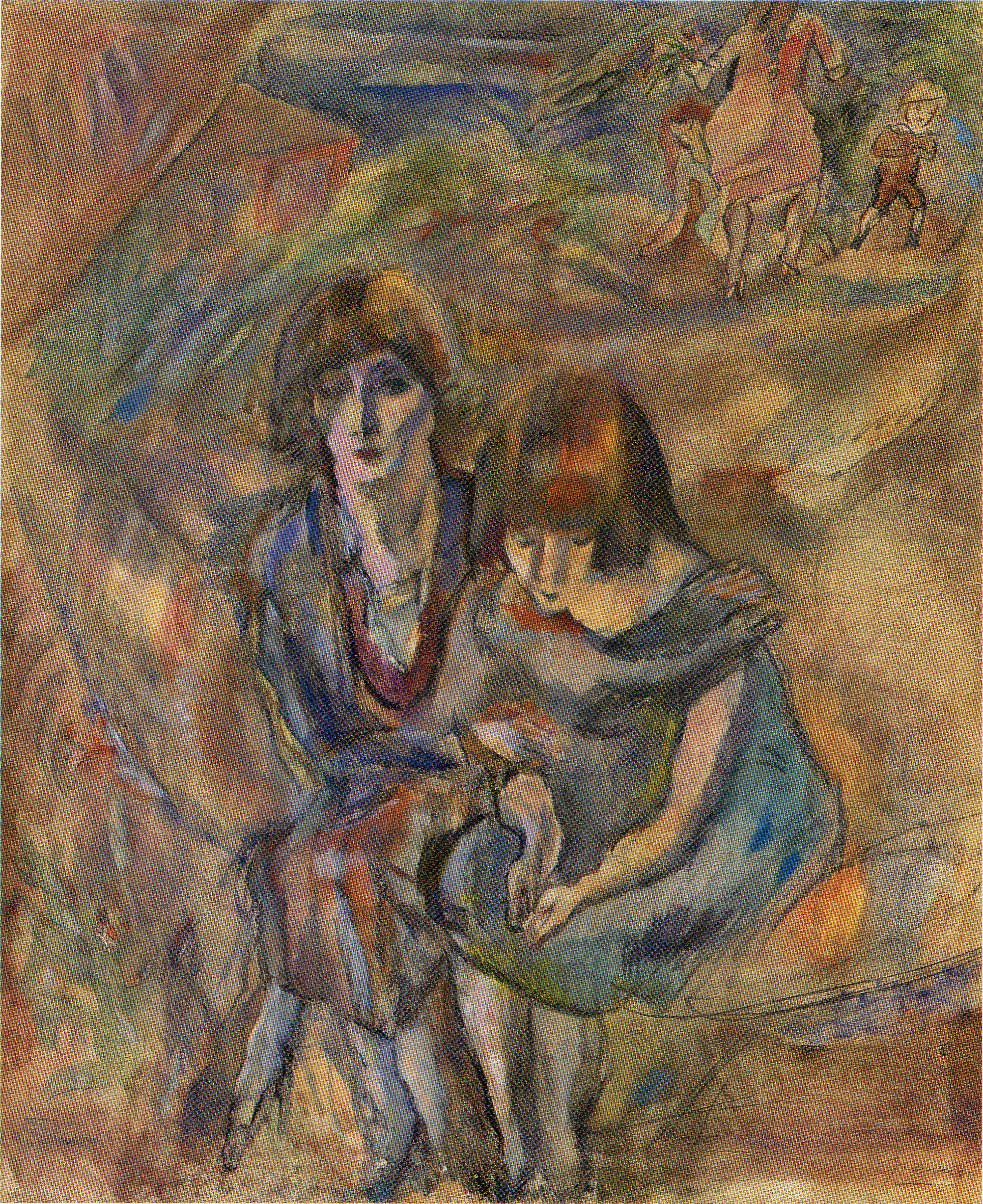
Hermine et Lucy (1921)

Hermine David et Jules Pascin partent vivre aux États-Unis pendant la Première Guerre mondiale et ne reviennent qu'en octobre 1920. À leur retour, Pacsin retombe amoureux de Lucy Krohg au printemps 1921 mais cette dernière demande que leur liaison reste secrète pour raison familiale. Entretemps, Per Krohg tombe amoureux de Thérèse Treize. Lucy Krohg continue de poser pour Pascin et s'occupe également de lui trouver des modèles comme Claudia Loiseaux.
À la suite de l'absence de Pascin pour l'ouverture d'une exposition consacrée à sa peinture dans la galerie de Georges Petit, Lucy Krohg se rend chez lui le 5 juin 1930 pour le découvrir pendu avec au mur l'inscription au sang « Adieu Lucy ». Lucy Krohg et Hermine David  sont les deux héritières du testament de Pascin.

### Galerie d'art
Alors l'une des rares galeristes femmes de l’époque, Lucy Krohg ouvre une galerie d'art en 1932 au 10bis place Saint-Augustin et y vend des toiles de Pascin. Parmi les autres artistes qu'elle expose, on peut citer André Helluin (en 1969) et Tsugouharu Foujita, Marcel Gromaire, Pierre Dubreuil, Oskar Kokoschka, Edouard Goerg, Suzanne Valadon, Carlos Botelho, Zoum Walter, Jacqueline Lamba, Jacques Le Chevallier, Jean Dorville, Marie-Thérèse Auffray, Jean Oberlé, Paul Breyer et Ibrahim Shahda. En janvier 1957, l'exposition à la galerie Lucy Krohg de Rudolph Polder lui fait obtenir de bonnes critiques.

## Modèle

Lucy Krogh par Cecil Howard
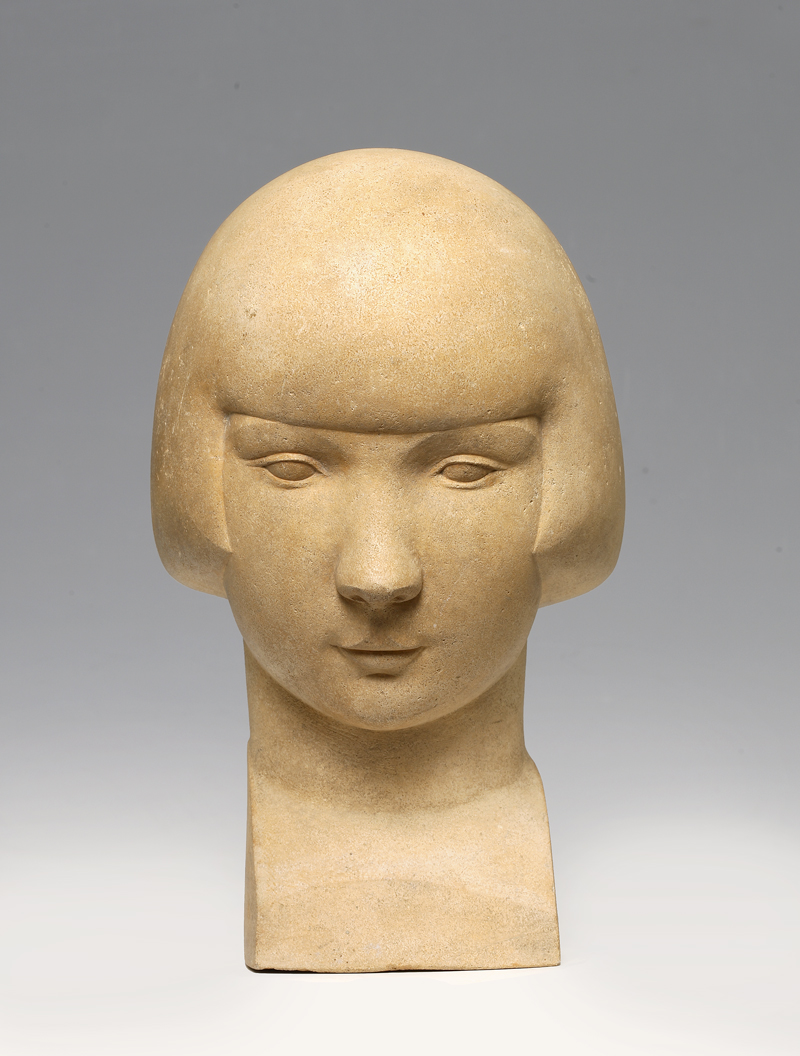
Lucy Krogh
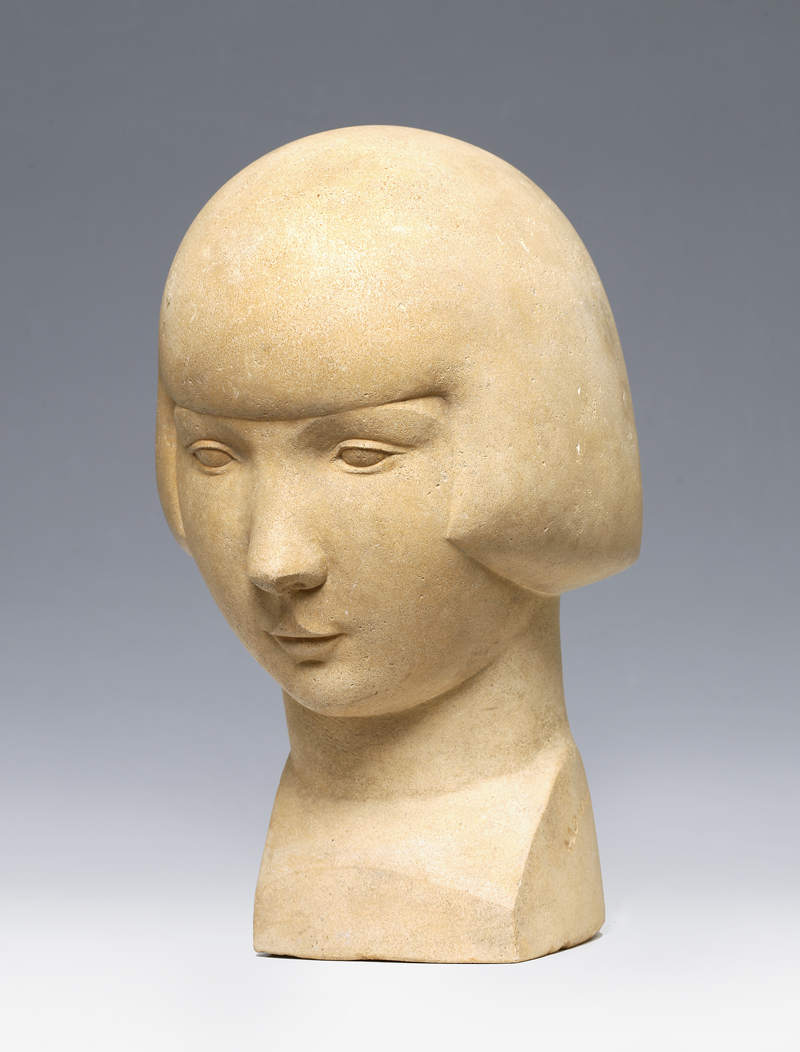
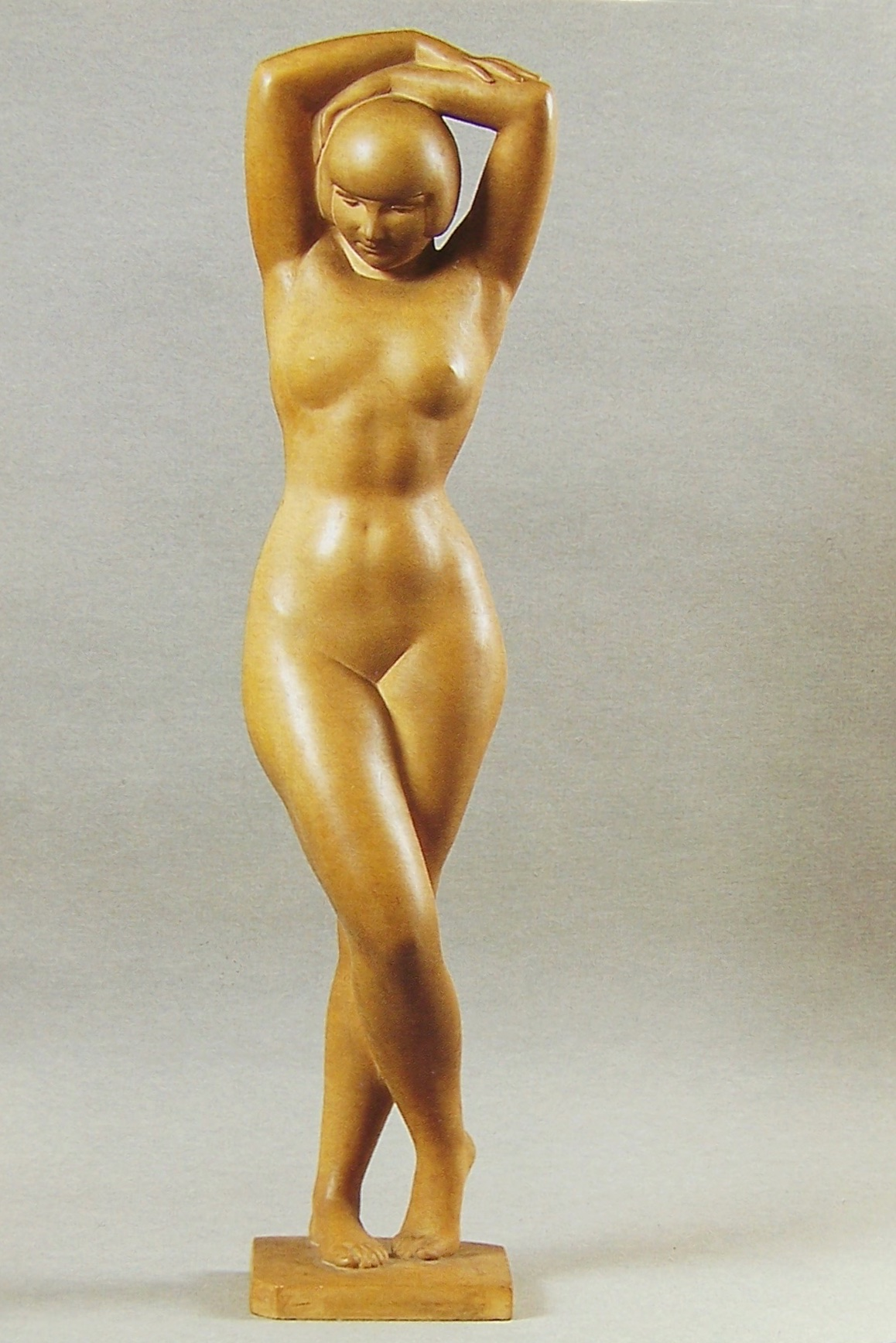

Lucy Krogh par Jules Pascin
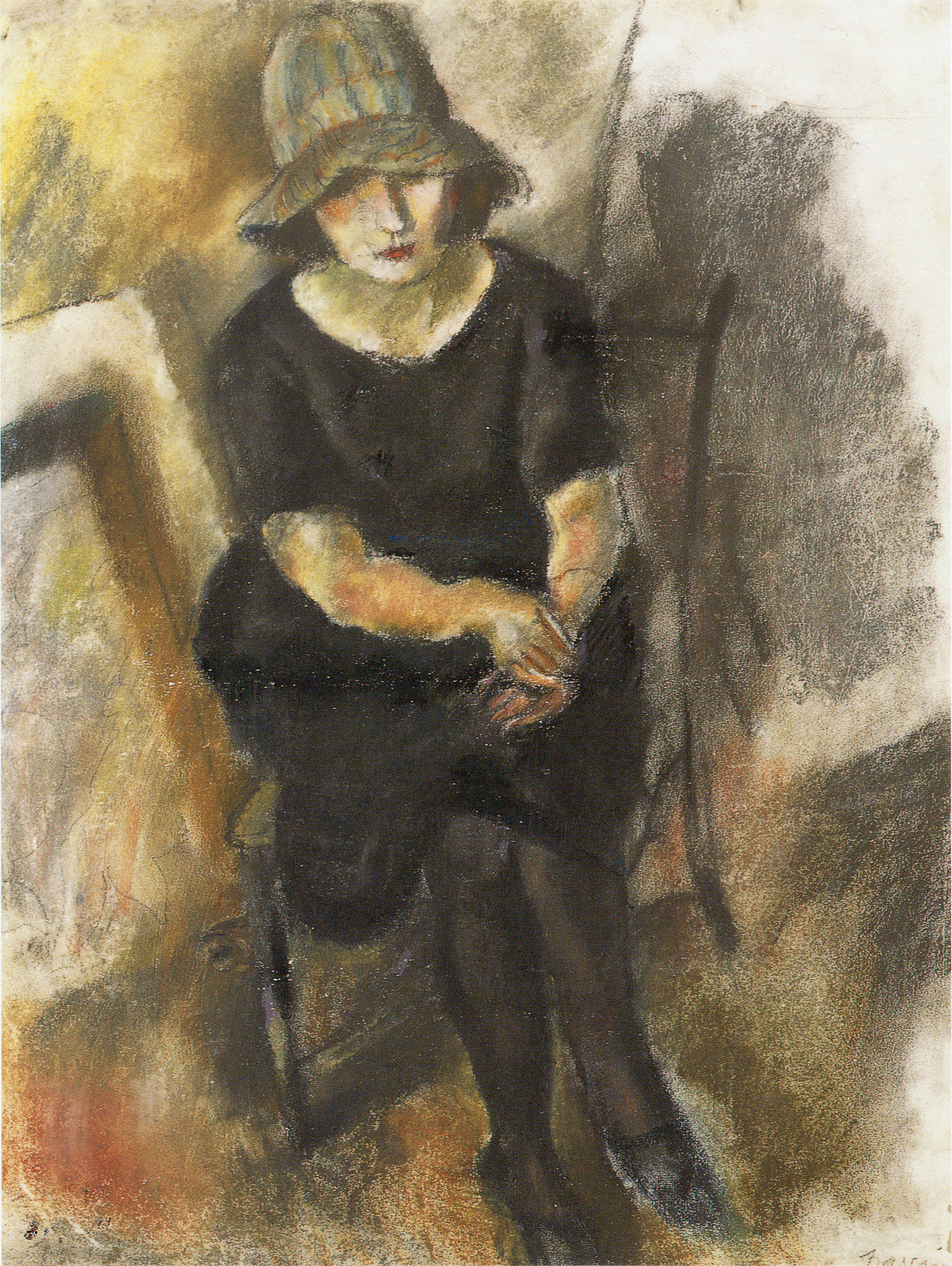
Lucy Krogh (1921)
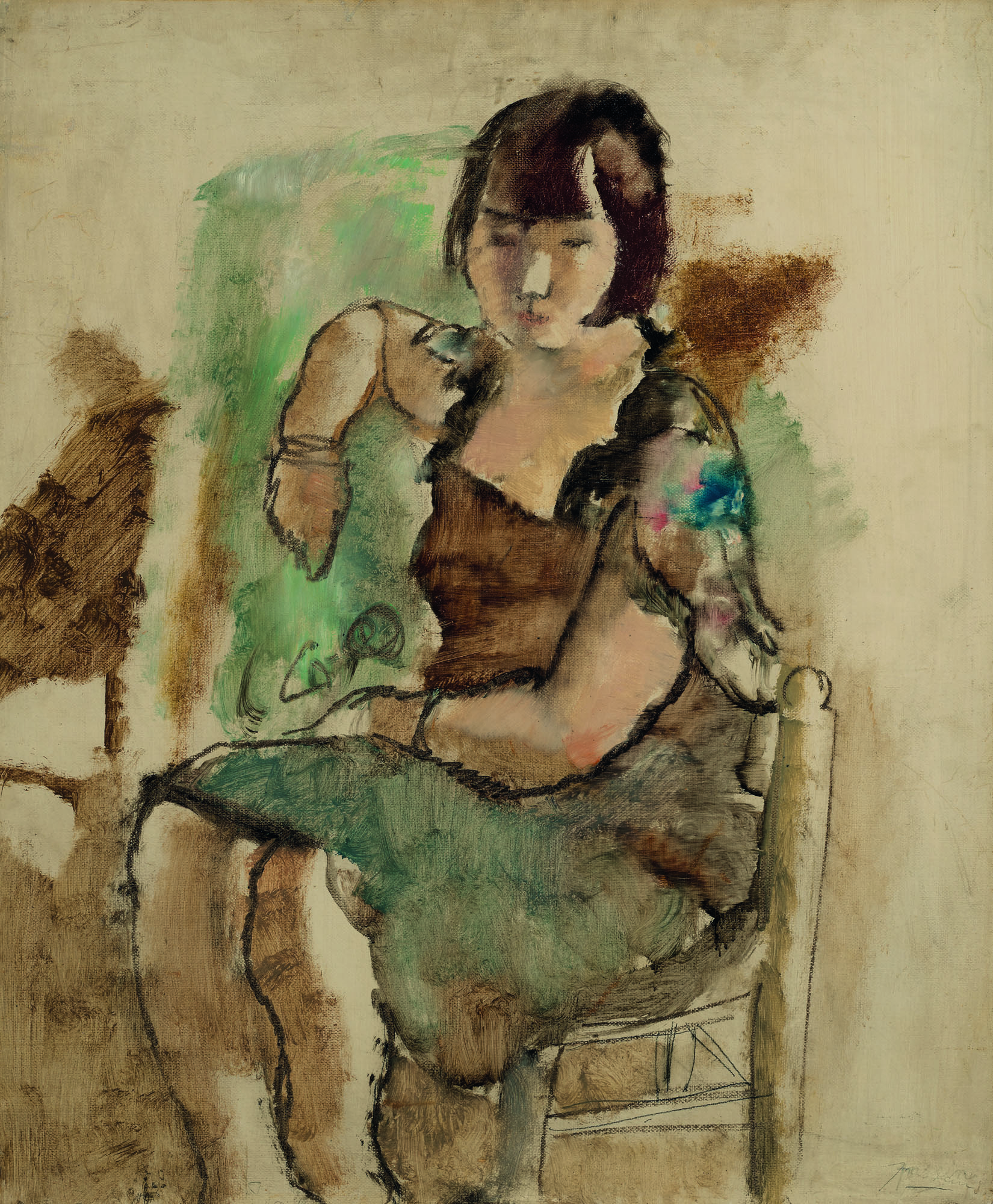
Lucy sur une chaise (1928)
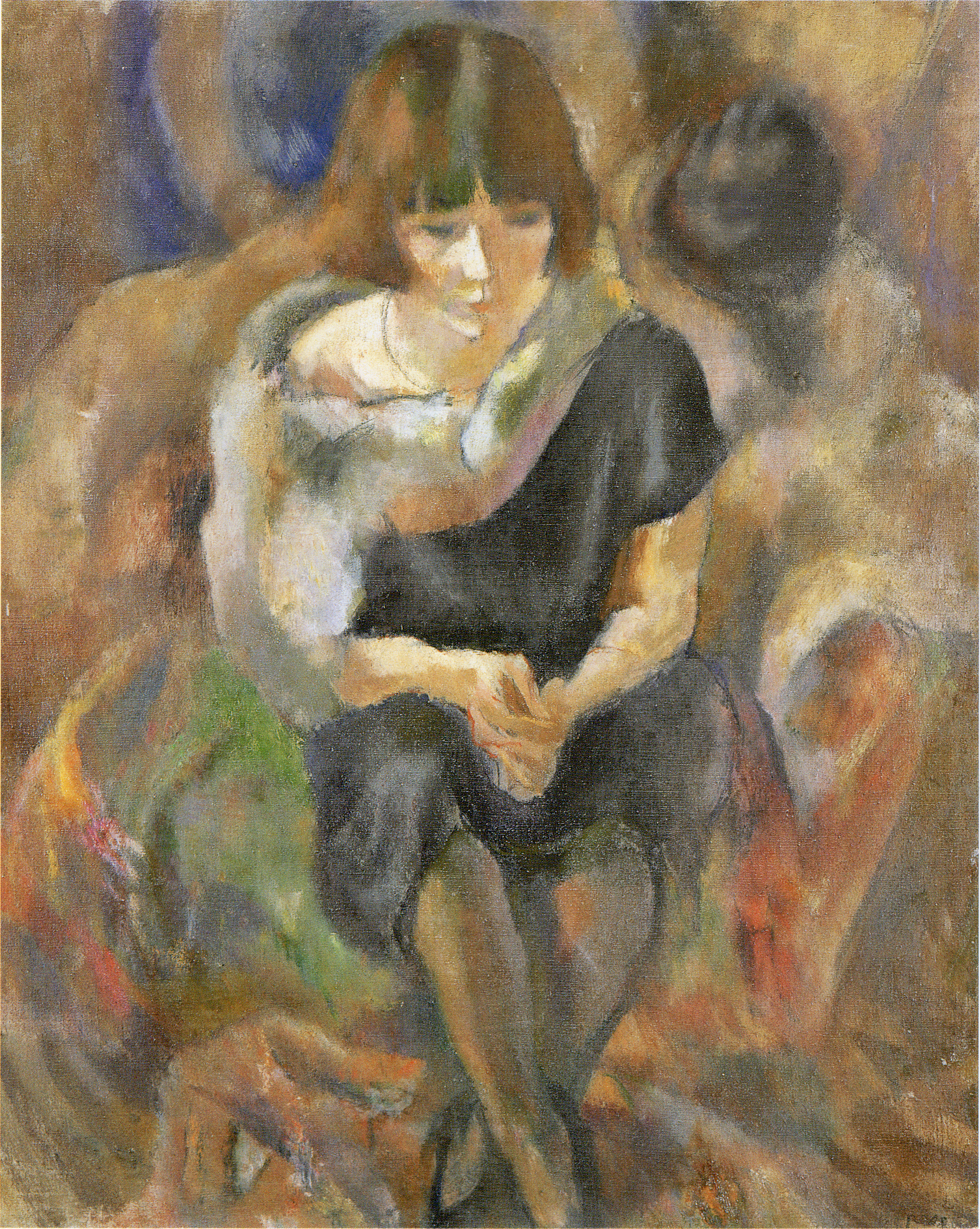
Lucy avec une fourrure (1920)
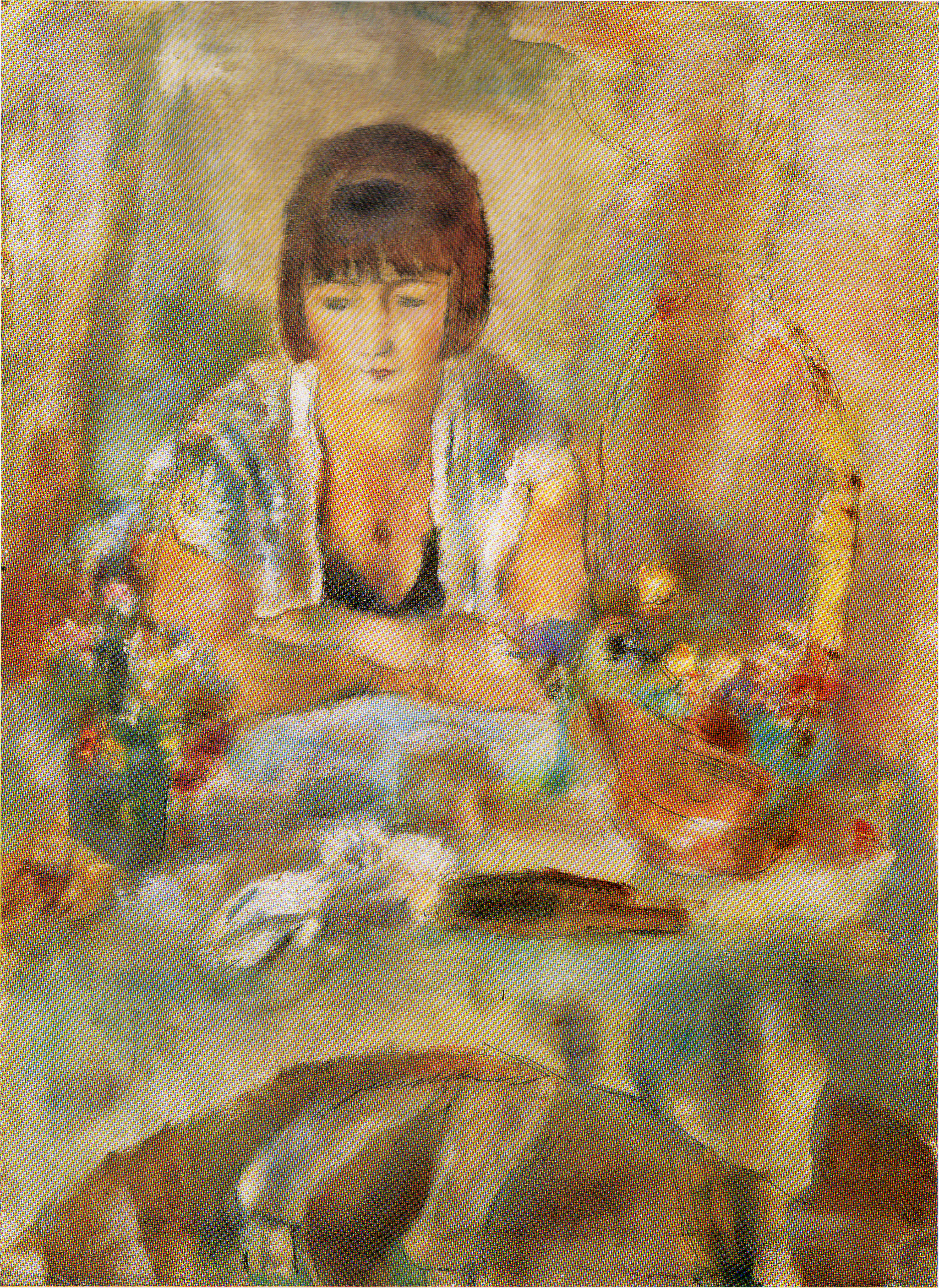
Lucy à table (1928)